# Might Delete Later
Might Delete Later è il quarto mixtape del rapper statunitense J. Cole, pubblicato il 5 aprile 2024 dalla Dreamville e Interscope.

## Antefatti
Già dalla pubblicazione del suo quinto album in studio KOD nel 2018 J. Cole aveva iniziato ad anticipare ai fan l'album The Fall Off, inizialmente programmato per il 2020 ma poi rimandato a data da destinarsi. Cole è tornato a parlare del progetto menzionandolo in diversi brani e il 21 febbraio 2024 ha pubblicato a sorpresa un vlog intitolato Might Delete Later, Vol. 1, nel quale ha mostrato in anteprima il brano che si è poi rivelato essere Crocodile Tearz. Il 18 marzo seguente ha pubblicato Might Delete Later, Vol. 2, nel quale era invece contenuto uno snippet di 3001.
Il 22 marzo 2024, il rapper Kendrick Lamar ha collaborato al brano di Future e Metro Boomin Like That, nel quale è presente un dissing di Lamar nei confronti di J. Cole e Drake.

## Descrizione
Il mixtape, pubblicato a sorpresa, contiene le collaborazioni di Young Dro, Gucci Mane, Ari Lennox, Cam'ron, Central Cee, Bas, Daylyt e Ab-Soul.
Nel progetto è presente la risposta di Cole al dissing di Kendrick Lamar in Like That, contenuta nella traccia di chiusura 7 Minute Drill. L'8 aprile successivo, durante una performance al Dreamville Fest, Cole si è scusato con Kendrick Lamar per gli insulti contenuti in 7 Minute Drill, definendo il brano "la cosa più sfigata che avesse mai fatto nella sua vita". Quattro giorni più tardi il brano è stato rimosso dai servizi di streaming.

## Controversie
In seguito all'uscita del mixtape, J. Cole ha ricevuto critiche da parte di fan e giornalisti per dei presunti commenti transfobici nell'ottava traccia del progetto Pi.

## Accoglienza
| Recensione | Giudizio |
| ---------- | -------- |
| Clash      | 8/10     |
| Pitchfork  | 5.1/10   |

Scrivendo per Clash, Robin Murray ha descritto come l'album, escludendo la traccia finale, sia "sono un tuffo esilarante in alcuni dei tropi principali di J. Cole". Ha affermato che la produzione del mixtape sia "leggermente fuori fase con il progetto nel suo complesso", ma ha notato come questa sembri più "radicata" rispetto a quella dell'album collaborativo di Future e Metro Boomin We Don’t Trust You.

## Tracce
1. Pricey (feat. Ari Lennox, Young Dro e Gucci Mane) – 4:55 (testo: Jermaine Cole – musica: J. Cole, T-Minus, DZL, WU10, Daoud)
2. Crocodile Tearz – 3:49 (testo: Jermaine Cole – musica: T-Minus)
3. Ready '24 (feat. Cam'ron) – 3:30 (testo: Jermaine Cole, Cameron Giles – musica: T-Minus, DZL, WU10, AzizTheShake)
4. Huntin' Wabbitz – 2:42 (testo: Jermaine Cole – musica: T-Minus, Charlie Heat, Ibrahim Hamad)
5. H.Y.B. (feat. Bas e Central Cee) – 3:55 (testo: Jermaine Cole, Abbas Hammad, Oakley Caesar-Su – musica: T-Minus, FnZ, DZL, Cedric Brown, AzizTheShake)
6. Fever – 2:23 (testo: Jermaine Cole – musica: ATL Jacob, Kujibeats)
7. Stickz and Stonez – 3:21 (testo: Jermaine Cole – musica: The Alchemist, Steve Bilodeau)
8. Pi (feat. Daylyt e Ab-Soul) – 5:55 (testo: Jermaine Cole, Davone Campbell, Herbert Stevens IV – musica: Daylyt)
9. Stealth Mode (feat. Bas) – 2:15 (testo: Jermaine Cole, Abbas Hamad – musica: DZL, AzizTheShake, Daoud)
10. 3001 – 2:38 (testo: Jermaine Cole – musica: T-Minus, Mike Will Made It, Pluss)
11. Trae the Truth in Ibiza – 4:15 (testo: Jermaine Cole, Frazier Thompson – musica: DZL, Daoud)
12. 7 Minute Drill – 3:32 (testo: Jermaine Cole – musica: T-Minus, Conductor Williams, Al Hug, Elyas)

## Classifiche
| Classifica (2024) | Posizione massima |
| ----------------- | ----------------- |
| Australia         | 2                 |
| Belgio (Fiandre)  | 1                 |
| Belgio (Vallonia) | 11                |
| Finlandia         | 27                |
| Germania          | 31                |
| Irlanda           | 6                 |
| Islanda           | 6                 |
| Italia            | 95                |
| Lituania          | 5                 |
| Norvegia          | 5                 |
| Nuova Zelanda     | 1                 |
| Paesi Bassi       | 8                 |
| Regno Unito       | 7                 |
| Stati Uniti       | 2                 |
| Svezia            | 11                |
| Svizzera          | 5                 |